# Кариология
Кариоло́гия (от лат. «карио» и «логия») — раздел цитологии, занимающийся изучением строения и функций ядра клетки, как в целом, так и его структур:
- хромосом,
- ядерной оболочки
- ядрышка
- и т. д.

с помощью методов микроскопии: как оптической, так и электронной; а также цитохимии и изотопных индикаторов (главным образом авторадиографии) и др. 
Кариология возникла в конце 19 — начале 20 вв. после установления ведущей роли клеточного ядра в наследственности. Основные достижения Кариологии — установление микроскопического и субмикроскопического строения и поведения ядерных структур как в интерфазе, так и при той или иной форме деления ядра клетки и, прежде всего, строения и закономерностей репродукции (редупликации) хромосом. [bse.sci-lib.com/article059253.html, БСЭ] (недоступная ссылка)
Иногда кариологией ошибочно считают только её раздел, занимающийся изучением хромосомных наборов клеток — кариотипов.
Сравнение кариотипов как разных клеток одного организма, так и у организмов одного вида, позволило сделать вывод о постоянстве кариотипа в пределах одного вида.
Теория эволюции, а также кариосистематика (кариотаксономия) используют этот принцип для установления степени родства между близкими видами, разграничения видов-двойников, выявления новых видов и т. п. С 50-х гг. 20 в. интенсивно развивается кариология человека, позволившая выявить хромосомную природу ряда наследственных болезней и пороков развития человека. БСЭ